# Javier Ortega Smith

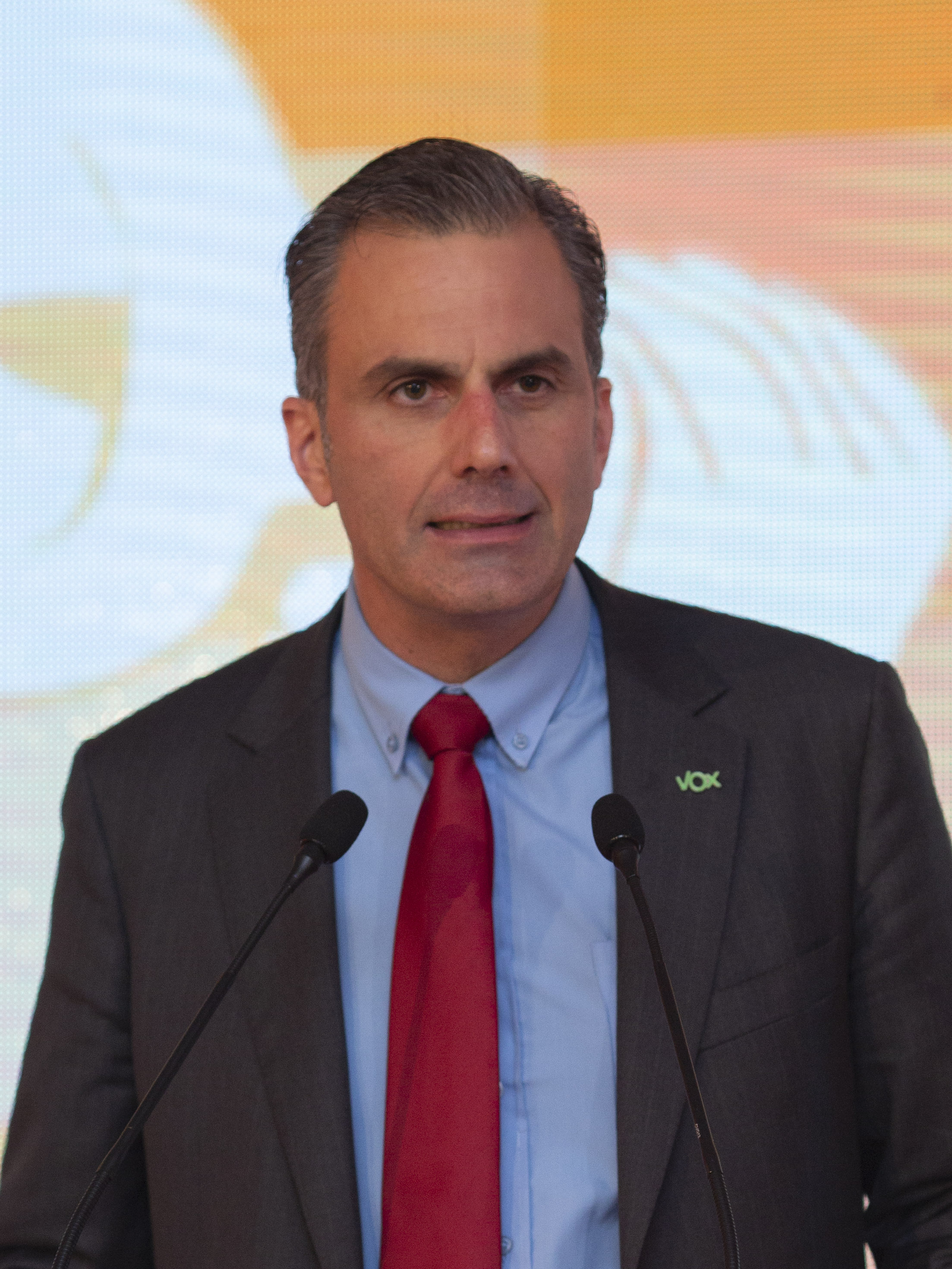
Javier Ortega Smith, 2018

Francisco Javier Ortega Smith-Molina (* 28. August 1968 in Madrid) ist ein spanischer Rechtsanwalt und Politiker der Partei Vox. Er besitzt auch die argentinische Staatsbürgerschaft.

## Leben
Ortega Smith ist der Sohn von Víctor Manuel Ortega Fernández-Arias (Rechtsanwalt) und Ana María Smith-Molina Robbiati. Die Eltern lernten sich in Ana Marías Heimatstadt Buenos Aires kennen und zogen nach Spanien. Ortega Smith hat drei Geschwister und studierte Rechtswissenschaften, die ersten vier Jahre an der Universität Complutense in Madrid und schloss schließlich sein Studium an der Universität Alcalá ab. Später erwarb er ein Diplom an der Fakultät für Rechts- und Wirtschaftswissenschaften (ICADE) der Päpstlichen Universität Comillas in Madrid.
Während seines Militärdienstes war er Mitglied einer Eliteeinheit.

## Politische Betätigung
1994 kandidierte Ortega Smith erfolglos für die Europawahl auf der Liste "Foro", einer kritischen Bürgerplattform vom rechtsäußeren politischen Spektrum, die damals von Eduard Punset i Casals geleitet wurde, einem spanischen Politiker, Anwalt und Ökonomen. Die Anliegen des Forums reichten von den Sorgen über "die Bedrohung der individuellen Freiheiten bis zur Bürokratisierung des politischen Systems".
Ortega Smith ist als Rechtsanwalt in Madrid tätig; er arbeitete unter anderem für "Denaes", einer Stiftung zur Verteidigung der spanischen Nation (Fundación para la Defensa de la Nación Española), wo er Santiago Abascal kennenlernte, den Leiter der Stiftung und Gründer der Partei Vox, deren Generalsekretär er seit 2016 ist. In der Vergangenheit äußerte sich Ortega Smith mehrfach lobend über José Antonio Primo de Rivera, dem Gründer der faschistischen Partei Falange.
Seit dem 21. Mai 2019 ist Ortega Smith Abgeordneter im Congreso de los Diputados. Seit 15. Juni 2019 ist Ortega Smith zugleich Mitglied im Stadtrat von Madrid.

### Haftbefehl
Auf Ortega Smith lastet ein britischer Haftbefehl, seit er im Juni 2014 gemeinsam mit anderen Vox-Aktivisten einen Betonblock aus britischen Gewässern bei Gibraltar entfernt hat, der spanische Fischerboote daran hindern sollte, ihre Netze dort auszuwerfen.
2016 sorgte Ortega Smith erneut für Schlagzeilen, als er illegal nach Gibraltar schwamm (aufgrund des Haftbefehls), um sich einer Gruppe von sechs Vox-Aktivisten anzuschließen, die auf dem Landweg eingereist war, mit dem Ziel, eine 168 Quadratmeter große und 35 Kilo schwere spanische Flagge am britischen Felsen zu entrollen.